# Motonormatividad
Motonormatividad (o cerebro de coche) es un sesgo cognitivo inconsciente en el que se asume que la propiedad y el uso del automóvil es una norma social que no merece ser cuestionada.

## Origen
El término fue acuñado por el psicólogo Ian Walker y sus colegas en un estudio de 2023.

## Descripción e importancia
La motonormatividad no es un sesgo que se limite solo a los automovilistas, sino que es una característica de las sociedades centradas en el automóvil. Walker ha argumentado que una consecuencia del sesgo motonormativo es que cualquier intento de reducir el uso del automóvil no se ve claramente como tal, sino que se interpreta como un intento de restringir la libertad personal. Este efecto ha sido documentado no solo en la famosa Norteamérica dependiente del automóvil, sino en todo el mundo.

## Ejemplos
Walker ha citado ciertas campañas de seguridad vial dirigidas a niños como un ejemplo de motonormatividad: al alentar a los niños a usar ropa de colores brillantes para evitar ser atropellados, dichas campañas normalizan la idea del tráfico motorizado como un peligro aceptado al que los demás deben ajustarse, de una manera que en otros contextos sería considerada culpabilización de la víctima.